# 띠띠뽀 띠띠뽀의 등장인물 목록
다음은 띠띠뽀 띠띠뽀의 등장인물 목록이다.

## 띠띠뽀
성우는 전해리/Nancy Kim/무코우 이치카.
새내기 여객기관차 소년.
호기심이 많고 엉뚱한 구석이 있어 자주 실수를 하지만, 다른 기차들을 보며 최고의 기차가 되기 위해 항상 노력한다.
디젤과 로기와 보름달을 보기도 했다.

## 지니
성우는 김은아.

## 디젤
성우는 홍범기.